# Puchar Świata w hokeju na lodzie

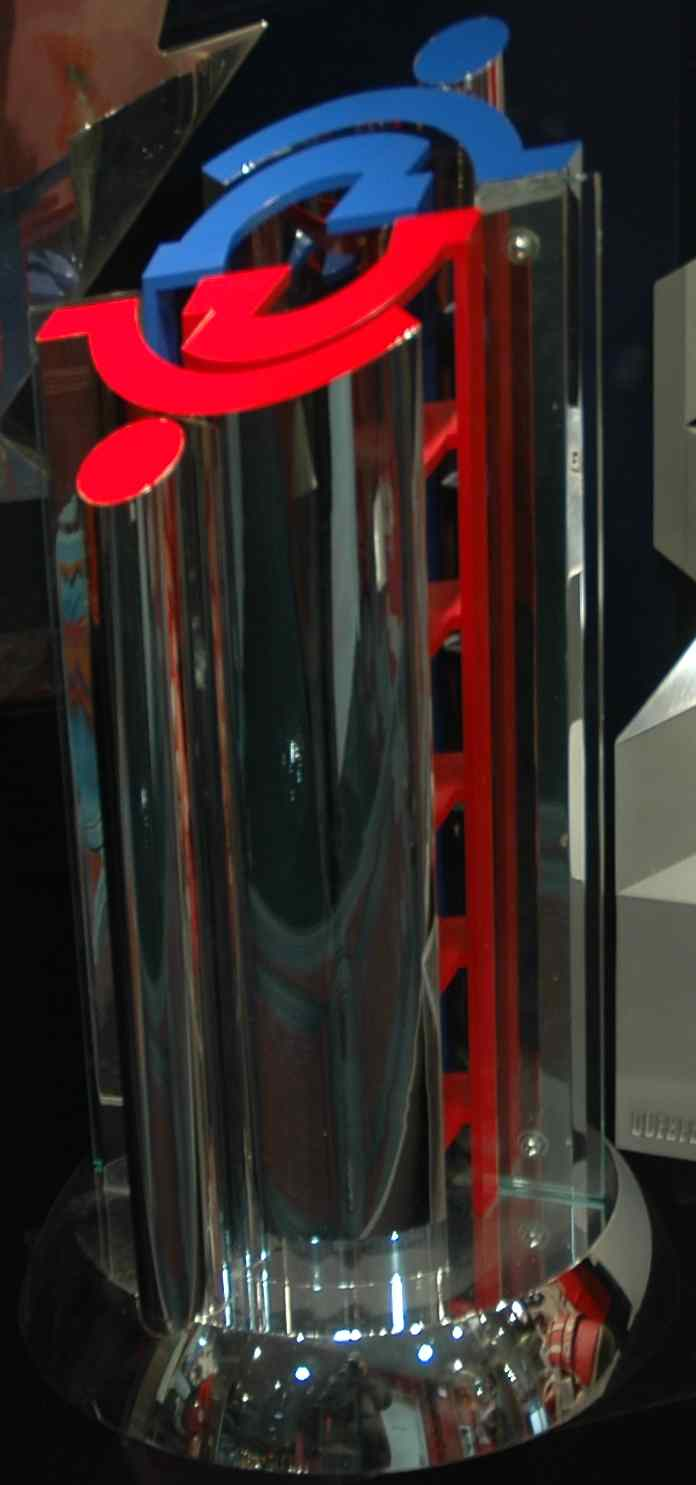
Puchar Świata

Puchar Świata w hokeju na lodzie – rozgrywany od 1996 turniej hokeja na lodzie, będący następcą odbywającego się od 1976 do 1991 roku Canada Cup. Puchar rozgrywany jest na zasadach NHL. Dotychczas odbyły się trzy edycje turnieju. Trzecia planowana była m.in. w 2011, jednakże odbyła się ona dopiero w 2016. Turniej rozgrywany jest przed rozpoczęciem sezonu NHL, czyli we wrześniu. Począwszy od trzeciej edycji turniej ma być rozgrywany regularnie co cztery lata.
W dwóch pierwszych edycjach wystartowały reprezentacje: Kanady, Stanów Zjednoczonych, Czech, Finlandii, Niemiec, Rosji, Słowacji oraz Szwecji.
W turnieju 2016 wystąpiły oprócz reprezentacji Kanady, Czech, Stanów Zjednoczonych, Rosji, Szwecji, Finlandii wystąpiły tzw. "Team Europe" (złożony z najlepszych zawodników z europejskich krajów, niereprezentowanych na turnieju) oraz Reprezentacja Ameryki Północnej z zawodnikami do lat 23.
| Rok  | Miejsce finału | Zwycięzca         | Finalista | Półfinaliści             |
| ---- | -------------- | ----------------- | --------- | ------------------------ |
| 1996 | Montreal       | Stany Zjednoczone | Kanada    | Rosja Szwecja            |
| 2004 | Toronto        | Kanada            | Finlandia | Czechy Stany Zjednoczone |
| 2016 | Toronto        | Kanada            | Europa    | Szwecja Rosja            |